# Mehatpur Basdehra
Mehatpur Basdehra è una suddivisione dell'India, classificata come nagar panchayat, di 8.686 abitanti, situata nel distretto di Una, nello stato federato dell'Himachal Pradesh. In base al numero di abitanti la città rientra nella classe V (da 5.000 a 9.999 persone).

## Geografia fisica
La città è situata a 31° 24' 46 N e 76° 20' 21 E.

## Società

### Evoluzione demografica
Al censimento del 2001 la popolazione di Mehatpur Basdehra assommava a 8.686 persone, delle quali 4.653 maschi e 4.033 femmine. I bambini di età inferiore o uguale ai sei anni assommavano a 1.224, dei quali 660 maschi e 564 femmine. Infine, coloro che erano in grado di saper almeno leggere e scrivere erano 5.758, dei quali 3.261 maschi e 2.497 femmine.